# Portes du temple de Médamoud
Ces deux portes monumentales proviennent d'un temple égyptien d'époque ptolémaïque : le temple de Montou, situé à Médamoud, au nord de Louxor, sur la rive droite du Nil.
Elles sont le clou de la collection égyptologique du Musée des Beaux-Arts de Lyon.
La plus ancienne, la porte de Ptolémée III, partiellement conservée, présente encore des restes de polychromie. Les scènes des bas-reliefs suggèrent qu'elle marquait l'entrée d'une salle des offrandes à l'intérieur du temple.
La porte édifiée sous Ptolémée IV, la plus récente, a pu être entièrement reconstituée. Il s'agit  probablement de l'une des entrées principales du temple. Certains détails montrent que la porte est restée inachevée.

## Site de Médamoud
Les fouilles ont montré la présence d'un premier temple datant de la Première Période intermédiaire, avant la XIe dynastie. Un autre temple fut édifié au Moyen Empire, puis modifié au Nouvel Empire. Ce temple était peut-être encore en activité quand Ptolémée III fit construire un petit sanctuaire devant le temple existant.
À la période tardive, Médamoud formait avec Tôd et Ermant un réseau de sanctuaires protégeant Thèbes. Le grand temple de ce centre religieux majeur d’Égypte, Karnak, était dédié au dieu Amon ; ceux de Médamoud, Tôd et Ermant, à une ancienne divinité locale, le dieu Montou.
Le programme iconographique des portes de Médamoud fait ainsi aussi bien référence  à la triade locale (Montou, son épouse Tjenenet-Rattaoui, et le roi-enfant Horparê) qu'à celle de Thèbes (Amon, son épouse Mout, et le dieu héritier Horus).

## Découverte et don au musée
Les blocs des portes de Ptolémée III et Ptolémée IV sont découverts lors de fouilles menées à Médamoud en 1932 par Alexandre Varille et Fernand Bisson de La Roque, dans les fondations du temple construit par leur successeur Ptolémée V. Ils entrent au musée grâce à l'entremise du Lyonnais Alexandre Varille en 1938. La porte à linteau brisé de Ptolémée IV est remontée dès 1939, la seconde, plus parcellaire donc difficile à reconstituer, devait être initialement présentée sous forme de blocs. Il fallut attendre 1956 pour qu'elle soit remontée selon les plans laissés par Varille.

## Porte dePtoléméeIII

### Scènes d'offrandes
La porte de Ptolémée III est principalement ornée de scènes rituelles d'offrandes, ce qui suggère qu'elle marquait probablement l'entrée de la salle des offrandes, précédant le Saint des Saints. Cet espace, le plus sacré du temple, abritait la statue du dieu. Les offrandes quotidiennes qu'on lui présentait avaient pour but de maintenir l'équilibre du monde (concept appelé maât et incarné par la déesse du même nom, qui se trouve à la base de la pensée égyptienne). Les scènes figurent l'offrande des richesses de l’Égypte par le roi aux dieux, afin que ceux-ci lui accordent en retour la crue du Nil, préservant ainsi le cycle immuable de la vie.

#### Offrandes classiques
L'offrande alimentaire classique du pain blanc qui synthétise toutes les autres nourritures, est présentée à Montou sur la façade. La scène de l'offrande de la bière figurée au revers de la porte, symbolise toutes les offrandes liquides. Cette boisson, la plus répandue en Égypte ancienne, est reconnaissable par l'image des vases à bière. L'offrande tout aussi typique du vin, boisson plus festive que la bière, car rattachée aux rois et aux dieux, était présentée traditionnellement dans les vases « nou », de forme ronde.

#### Symbolique de la régénération
Cette symbolique de la régénération est très présente parmi les offrandes figurées sur la porte. On trouve ainsi sur la façade l'offrande des laitues au dieu Amon-Mîn-Kamoutef, forme du dieu Amon associée à la fertilité. C'est un présent spécifique à cette divinité car il est symbole de fécondité. Toujours suivant cette idée de régénération, on trouve l'offrande du lait, reconnaissable par des vases spécifiques, destinée à assurer, en retour, force vitale et pureté au roi. Elle est ici offerte à Horparê, le roi-enfant, fils de la triade de Médamoud, ce qui renforce l'idée de régénération. En parallèle, on trouve l'offrande des plantes au dieu Horus, fils de la triade thébaine cette fois, portant encore la mèche de cheveux de l'enfance. Dans la main droite du roi, un lotus, dans sa main gauche, un lys. Ces plantes, associées au dieu-enfant, représentent elles aussi le renouveau et la fertilité, elles sont symboles des bienfaits du Nil.

#### Offrandes d'objets symboliques
L'offrande de Maât occupe le panneau principal du passage intérieur. C'est une offrande symbolique qui résume le but initial de toute offrande : le maintien de l'ordre universel, incarné par la déesse Maât, représentée assise sur une corbeille que le roi présente à Amon.
L'offrande des sistres, un instrument de musique, avait pour but d'apaiser la déesse à laquelle il était offert. La signification de l'offrande du symbole appelé « chebet » demeure inconnue. 

### Représentation du pouvoir royal
Le linteau de la porte de Ptolémée III figure des scènes de rituels liés au pouvoir royal : la course à la rame et la course aux vases, deux rituels pratiqués lors du jubilé royal, fête destinée à renouveler le pouvoir du roi.

## Porte dePtoléméeIV

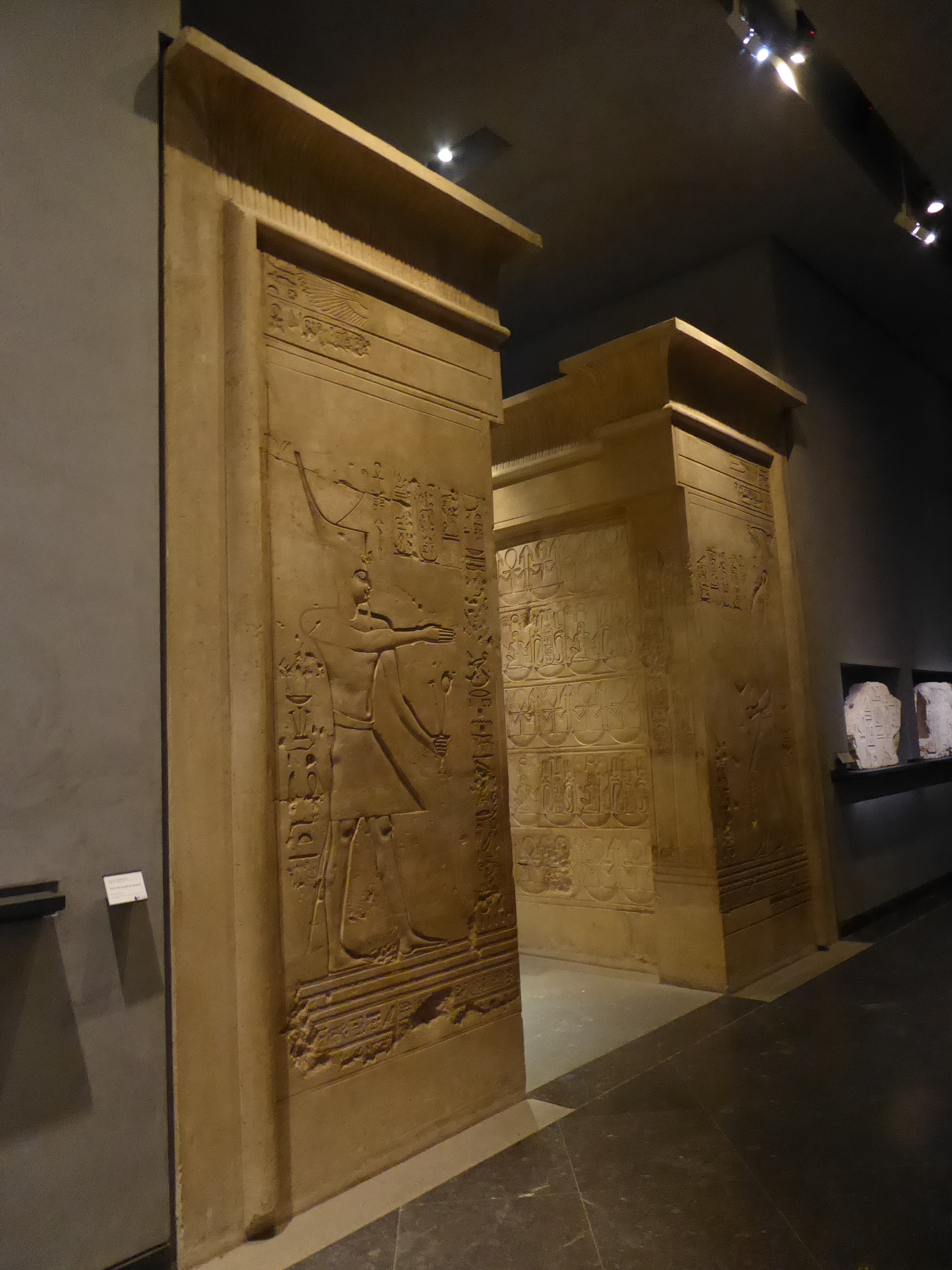
Porte édifiée sous Ptolémée IV. Face tournée vers l'extérieur du temple.
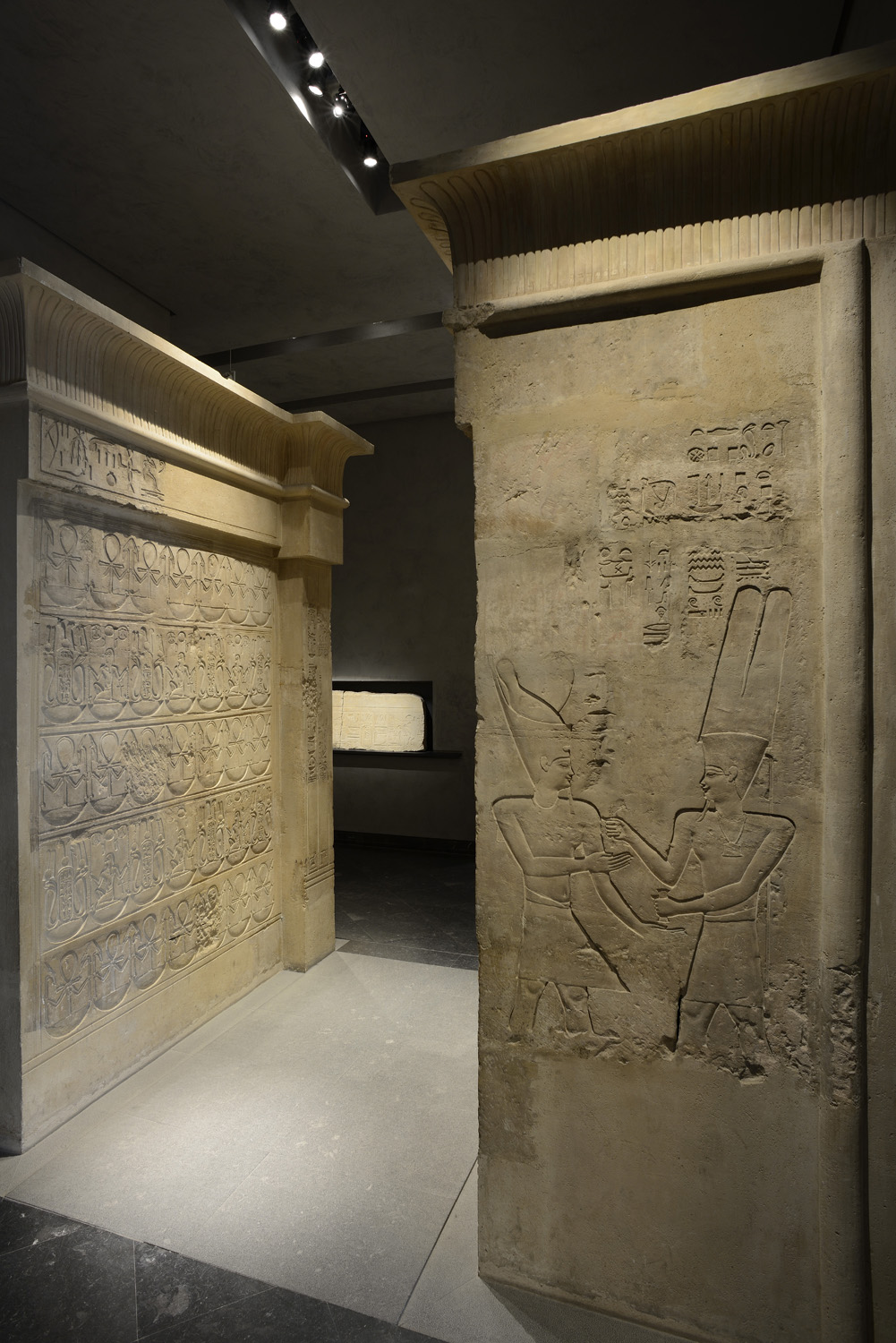
Passage et face tournée vers l'intérieur du temple. Le roi Ptolémée IV et le dieu Amon.

### Programme iconographique

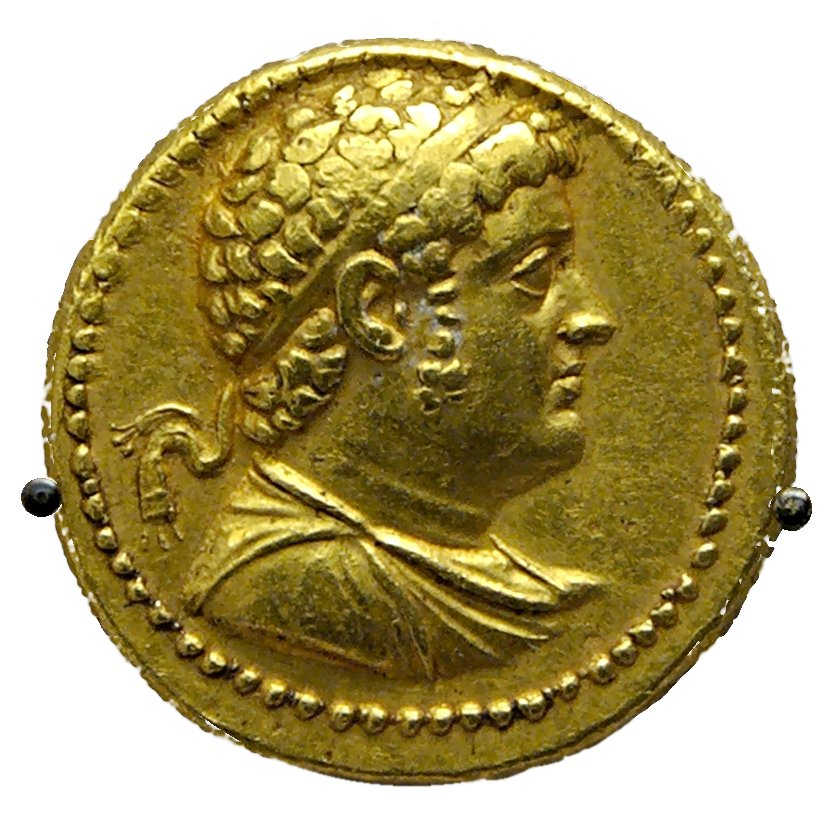
Octadrachme en or à l'effigie de Ptolémée IV.

Les motifs s'organisent autour de la thématique du Maître des Deux Terres. On y voit, de part et d'autre du passage, le roi représenté de manière symétrique tantôt en tant que seigneur de Basse-Égypte, c'est-à-dire la partie Nord du pays, autour du delta, tantôt en tant que maître de Haute-Égypte, le Sud du pays. Ces deux représentations sont reconnaissables par les différentes couronne : la couronne rouge de Basse-Égypte, et la couronne blanche de Haute-Égypte, en forme de mitre. Lorsque l'on passe sous la porte pour entrer dans le temple, on observe, de l'autre côté, le roi représenté en tant que maître des Deux Terres, portant la double-couronne, appelée pschent.
Le passage intérieur est orné de signes monumentaux qui s'inscrivent eux aussi dans la symbolique du pouvoir royal. Les croix ânkh, signe de vie, porte les sceptres Ouas, symboles du pouvoir royal, et le signe du jubilé royal est rattaché à des génies des millions d'années, promettant un long règne. 

### Histoire du monument
La porte de Ptolémée IV Philopator est inachevée. Il semble que des troubles politiques survenus vers 206 av. J.-C. aient interrompu les travaux. On trouve plusieurs traces de cette interruption : dans la partie saillante du passage, certaines lignes de séparation entre les hiéroglyphes sont tracées mais non sculptées, et la paroi en bas du montant droit est lisse, tandis que son parallèle est sculpté. Au revers de la porte, on voit également que les personnages sont gravés seulement jusqu'au niveau du mollet. Les blocs ont ensuite servi comme éléments de fondations du nouveau temple érigée par Ptolémée V.